# 핫머니
핫머니(hot money)란 국제 금융시장에서의 단기 자본이동 및 그 자본을 가리킨다. 각국의 금리차나 환시세 변동에 따라 이윤을 찾아서 움직이는 경우와 통화불안 및 국내 경제정세가 불안정할 때의 자본도피가 있다. 그 특색은 단기로 대량의 자금이 이동하는 것과 자금의 유동성이 높은 자산으로 집중하는 점이라 하겠다. 일반적으로 투기적 색채가 강해 금융시장의 교란요인으로서 경계된다.